# Christine Noonan
Pour les articles homonymes, voir Noonan et Noonan (homonymie).
Christine Noonan, née le 8 mars 1945 à Stepney (Londres) et morte le 6 août 2003 à Hackney (Londres), est une actrice britannique, surtout connue pour son rôle d'anarchiste amoureuse de Mick Travis (interprété par Malcolm McDowell) dans le film If.... de Lindsay Anderson (1968).

## Filmographie

### Au cinéma
- 1968 : If.... : The Girl: Crusaders
- 1969 : Ah Dieu ! que la guerre est jolie (Oh! What a Lovely War) : Mill Girl
- 1973 : Le Meilleur des mondes possible (O Lucky Man!)  : Coffee Trainee / Mavis (Girl at Stag Party)
- 1987 : Backwoods

### À la télévision
- 1968 : Mystery and Imagination (série TV) : Meg
- 1969 : Z-Cars (série TV) : Norma Haslam
- 1970 : Thirty-Minute Theatre (en) (série TV) : Judy Holderness
- 1970 : Malatesta  (TV) : Nina Vassileva
- 1971 : Casanova (série TV) : Barberina
- 1973 : Late Night Theatre (série TV) : Governess  /  ...
- 1975 : Looking for Clancy (série TV) : Mrs. Holt
- 1993 : Crime and Punishment (série TV)
- 1997 : Babylon 5 (série TV) : Business Woman

## If....
Christine Noonan a gagné une notoriété particulière dans le cinéma britannique de l'époque grâce à une scène de If.... dans laquelle elle imitait un tigre avant d'avoir des rapports sexuels sur le sol d'un café avec le personnage Mick Travis (McDowell). Cette scène a induit, conjointement avec la violence ultérieure dans le film, l'obtention d'une note X. Paramount a ensuite réduit le contenu sexuel du film. Christine Noonan a dit à propos de cette scène « Il était complètement nu et j'étais nue, mais nous étions tous deux si occupés à nous battre que je ne me souvient pas à quoi il ressemblait nu ».